# MarJon Beauchamp
Pour les articles homonymes, voir Beauchamp.
MarJon Beauchamp, né le 12 octobre 2000 à Yakima dans l'État de Washington, est un joueur américain de basket-ball évoluant aux postes d'arrière et d'ailier. Il mesure 1,96 m.

## Biographie

### Carrière universitaire
Entre 2020 et 2021, il joue pour le Yakima Valley College (en).

### Carrière professionnelle

#### NBA G League Ignite (2021-2022)
Entre 2021 et 2022, il rejoint l'équipe NBA G League Ignite et son programme de développement de jeunes joueurs.

#### Bucks de Milwaukee (2022-février 2025)
Lors de la draft 2022, il est choisi en 24e position par les Bucks de Milwaukee.

#### Clippers de Los Angeles (février-mars 2025)
En février 2025, il est échangé aux Clippers de Los Angeles contre Kevin Porter Jr.. Il est coupé début mars.

#### Knicks de New York (depuis mars 2025)
Début mars 2025, il rebondit aux Knicks de New York, via un contrat two-way.

## Statistiques

### Universitaires
| Saison    | Équipe             | Matchs | Titul. | Min./m | % Tir | % 3pts | % LF | Rbds/m. | Pass/m. | Int/m. | Ctr/m. | Pts/m. |
| --------- | ------------------ | ------ | ------ | ------ | ----- | ------ | ---- | ------- | ------- | ------ | ------ | ------ |
| 2020-2021 | Yakima Valley (en) | 12     | 10     | 36,4   | 52,5  | 39,8   | 76,8 | 10,50   | 4,80    | 1,30   | 1,10   | 30,70  |
| Carrière  | Carrière           | 12     | 10     | 36,4   | 52,5  | 39,8   | 76,8 | 10,50   | 4,80    | 1,30   | 1,10   | 30,70  |

### Professionnelles

#### Saison régulière
| Saison    | Équipe    | Matchs | Titul. | Min./m | % Tir | % 3pts | % LF | Rbds/m. | Pass/m. | Int/m. | Ctr/m. | Pts/m. |
| --------- | --------- | ------ | ------ | ------ | ----- | ------ | ---- | ------- | ------- | ------ | ------ | ------ |
| 2022-2023 | Milwaukee | 52     | 11     | 13,5   | 39,5  | 33,1   | 73,0 | 2,20    | 0,70    | 0,40   | 0,10   | 5,10   |
| Carrière  | Carrière  | 52     | 11     | 13,5   | 39,5  | 33,1   | 73,0 | 2,20    | 0,70    | 0,40   | 0,10   | 5,10   |

#### Playoffs
| Saison   | Équipe    | Matchs | Titul. | Min./m | % Tir | % 3pts | % LF | Rbds/m. | Pass/m. | Int/m. | Ctr/m. | Pts/m. |
| -------- | --------- | ------ | ------ | ------ | ----- | ------ | ---- | ------- | ------- | ------ | ------ | ------ |
| 2023     | Milwaukee | 2      | 0      | 2,6    | 66,7  | 100,0  | –    | 0,50    | 0,00    | 0,00   | 0,00   | 2,50   |
| Carrière | Carrière  | 2      | 0      | 2,6    | 66,7  | 100,0  | –    | 0,50    | 0,00    | 0,00   | 0,00   | 2,50   |

## Records sur une rencontre en NBA
Les records personnels de MarJon Beauchamp en NBA sont les suivants, :
| Type de statistique        | Saison régulière | Saison régulière          | Saison régulière |
| Type de statistique        | Record           | Adversaire                | Date             |
| -------------------------- | ---------------- | ------------------------- | ---------------- |
| Points                     | 20               | Hawks d'Atlanta           | 14 novembre 2022 |
| Paniers marqués            | 7                | 2 fois                    | 2 fois           |
| Paniers tentés             | 13               | 2 fois                    | 2 fois           |
| Paniers à 3 points réussis | 5                | @ Thunder d'Oklahoma City | 9 novembre 2022  |
| Paniers à 3 points tentés  | 9                | Wizards de Washington     | 1er janvier 2023 |
| Lancers francs réussis     | 4                | 2 fois                    | 2 fois           |
| Lancers francs tentés      | 5                | @ Grizzlies de Memphis    | 15 décembre 2022 |
| Rebonds offensifs          | 4                | Cavaliers de Cleveland    | 16 novembre 2022 |
| Rebonds défensifs          | 6                | 2 fois                    | 2 fois           |
| Rebonds totaux             | 8                | 2 fois                    | 2 fois           |
| Passes décisives           | 4                | 3 fois                    | 3 fois           |
| Interceptions              | 2                | 5 fois                    | 5 fois           |
| Contres                    | 2                | Grizzlies de Memphis      | 7 avril 2023     |
| Balles perdues             | 3                | 3 fois                    | 3 fois           |
| Minutes jouées             | 43               | Grizzlies de Memphis      | 7 avril 2023     |

- Double-double : 0
- Triple-double : 0

Dernière mise à jour : 17 novembre 2023